# Запорізька медична академія післядипломної освіти Міністерства охорони здоров'я України
ДЗ «ЗМАПО МОЗ України» — вищий медичний навчальний заклад IV рівня акредитації, функціонує на засадах державної власності, під порядкова-ний Міністерству охорони здоров'я України. Навчання у ДЗ «ЗМАПО МОЗ України» — це удосконалення професійних знань та опанування сучасних медичних технологій в умовах сприятливого навчального клімату і бездоганної колегіальності компетентних викладачів.
Академія здійснює підвищення кваліфікації і підготовку вітчизняних та іноземних лікарів за 62 базовими лікарськими спеціальностями: (акушерство та гінекологія, загальна практика/сімейна медицина, терапія, анестезіологія, офтальмологія, отоларингологія, стоматологія, ортопедія і травматологія, урологія, хірургія, педіатрія, хірургія серця і магістральних судин, судинна хірургія, рентгенологія, променева діагностика, медицина невідкладних станів, гастроентерологія, дієтологія, онкологія, онкохірургія, інфекційні хвороби, організація і управління охороною здоров'я, кардіологія, неврологія, фтизіатрія, клінічна лабораторна діагностика, клінічна біохімія, лабораторна імунологія, терапія та інші.
Організація навчання спрямоване на забезпечення якості підготовки медичних кадрів за світовими стандартами освіти та забезпечення кваліфікованої медичної допомоги населенню; розробку і втілення сучасних медичних технологій та всебічну співпрацю з закордонними медичними установами.
Щорічно в академії проходять післядипломну підготовку за 62 лікарськими спеціальностями понад сім тисяч лікарів з лікувально-профілактичних закладів Запорізької області та 24 інших регіонів України. Більш ніж 500 молодих лікарів щорічно навчаються в клінічній ординатурі та аспірантурі, отримують первинну спеціалізацію в інтернатурі.
Серед них проходять навчання 80 іноземних громадян з країн Європи, Азії, Африки та Латинської Америки
Важливою складовою сучасного клінічного навчання є робота слухачів у ліжка хворого та знайомство лікарів з технологіями, що розроблені науковцями академії. В лікувальний та навчальний процес широко впроваджуються власні розробки науковців ДЗ «ЗМАПО МОЗ України» та інноваційні лікувально-діагностичні технології в галузі світової та вітчизняної медичної науки і практики.
Основними напрямками наукової діяльності академії є розробка ефективних методів та засобів профілактики, діагностики та лікування основних захворювань серцево-судинної системи, захворювань матері і дитини, розробка і впровадження новітніх інноваційних лікувально-діагностичних технологій.
На клінічних базах академії працюють профільні інститути, центри та дослідницькі лабораторії з проблем серцево-судинної патології, трансплантології, онкології, профілактики і лікування інсультів, гнійно-септичної хірургії та діабетичної стопи, гастроентерології, отриноларингології та очних хвороб.

## Історія
У квітні 1926 р. Колегією Народного комісаріату охорони здоров'я Української РСР прийнято рішення щодо відкриття клінічного інституту удосконалення лікарів в м. Одесі. З метою приближення кваліфікованих медичних кадрів до промислових центрів країни у 1955 р. заклад був переведений до м. Запоріжжя.
Розпорядженням Кабінету Міністрів України від 26.11.03р. № 704-р Запорізький державний інститут удосконалення лікарів реорганізовано в Запорізьку медичну академію післядипломної освіти (з 2011 р. — Державний заклад «Запорізька медична академія післядипломної освіти МОЗ України».
З перших років заснування в інституті працювали терапевтичний та хірургічний факультети. На виконання Державної програми реформування первинної медико-санітарної допомоги населенню на засадах загальної практики/сімейної медицини в 2002 р. було відкрито факультет сімейної медицини. Сьогодні в академії функціонує три факультети: терапевтичний, хірургічний і факультет сімейної медицини, що об'єднують 26 кафедр, на яких здійснюється підготовка лікарів за 62 базовими лікарськими спеціальностями (дисциплінами) з напряму 1201 «Медицина».
У ДЗ «ЗМАПО МОЗ України» працюють Інститут серцево-судинної хірургії і трансплантології та НДІ очних хвороб.
Стратегією діяльності ДЗ «ЗМАПО МОЗ України» є забезпечення якості вищої освіти, збереження досягнень і традицій української медичної школи, інтеграція в світову систему вищої освіти.

## Корпуси та кампуси
Кафедри ДЗ «ЗМАПО МОЗ України» розташовані в головному адміністративно-навчальному корпусі академії та на базах потужних лікувально-профілактичних закладів м. Запоріжжя та області.
кафедри академії. Навчально-лабораторні приміщення, їх устаткування та умови щодо здійснення навчального процесу забезпечені сучасним обладнанням та технічними засобами навчання: комп'ютерною технікою, мультимедійними комплектами, засобами Інтернет- супроводу лекцій та практичних занять, діалоговою системою SENTEO. Навчальний процес в академії забезпечено технічними засобами навчання та сучасною лікувально-діагностичною апаратурою.
Книжковий фонд наукової бібліотеки налічує понад 100 тисяч примірників навчальної, навчально-медичної та наукової літератури, у тому числі на електронних носіях. Для задовільного забезпечення інформаційних потреб учасників навчання отримується достатня кількість фахових періодичних видань, забезпечено доступ до використання ресурсів інших бібліотек держави та Інтернет — ресурсів.
Заклад має два гуртожитки на 280 місць. В академії створена соціальна інфраструктура, що забезпечує належні умови для навчання, побуту і відпочинку осіб, що навчаються,

## Інститути та факультети
- Інститут серцево-судинної хірургії і трансплантології (2003 р.)
- Науково-дослідний інститут очних хвороб (2006 р.)

## Ректори
- 1955-1963 рр. — професор Карпухін Василь Тимофійович
- 1963-1979 рр. — професор Чулков Микола Зиновійович
- 1979-1992 рр. — Заслужений працівник вищої школи, професор Шершньов Володимир Георгійович
- 1992-1993 рр. — професор Полівода Сергій Миколайович
- 1993-2002 рр. — професор Портус Роман Михайлович
- З 2002 р. по теперішній час — академік Національної академії медичних наук України, член-кореспондент Національної академії наук України, Заслужений діяч науки і техніки України, лауреат Державної премії України, професор Олександр Никоненко.

## Почесні доктори та випускники
Серед науковців академії є один академік НАМН України, член-кореспондент НАН України, 10 Заслужених діячів науки і техніки України та Заслужених лікарів України, три лауреати Державної премії України в галузі науки і техніки

## Нагороди та репутація
За Державним рейтингом МОЗ України (2000–2002 рр.) академія посідала провідні (ІІ-ІІІ) місця серед медичних (фармацевтичних) ВНЗ України у номінації «Кадрова політика». Ректором і колективом академії отримувалися почесні відзнаки та дипломи Загальноукраїнського проекту «Найкращі заклади медичної освіти України»(2007), Національної медичної премії «За вагомий внесок у розвиток медичної галузі України та покращення здоров'я українського народу» (2011)